# Kate Brownová
Katherine Brownová (* 21. června 1960, Torrejón de Ardoz, Španělsko) je americká politička a advokátka a mezi lety 2015–2023 guvernérka amerického státu Oregon. Úřad převzala po rezignaci Johna Kitzhabera. Je členkou Demokratické strany.
Jako bisexuální žena se díky svému volebnímu úspěchu několikrát zapsala do historie. V roce 2008 se stala první LGBT osobou zvolenou ministryní státu ve Spojených státech, v roce 2016 pak první LGBT osobou zvolenou guvernérkou a také druhou ženou zvolenou guvernérkou ve státě Oregon (po Barbaře Roberts). Do voleb v roce 2022 nemohla kandidovat, protože oregonská ústava vylučuje delší než osmileté setrvání v úřadu guvernéra v období dvanácti let. Jako její nástupkyně z voleb vzešla demokratka Tina Koteková.